# Перл-стріт (Мангеттен)
Перл-стріт (англ. State Street) — вулиця у Файненшл-дистрикт на Нижньому Манхеттені, Нью-Йорк, що тягнеться на північний схід від Баттері-парку до Бруклінського мосту з перервою на Фултон-стріт, де лінія Перл-стріт на захід від Фултон-стріт зміщується на один квартал на південь від свого напрямку на схід від Фултон-стріт, а потім повертає на захід і закінчується на Центр-стріт.

## Історія
Перл-стріт отримала свою назву від видатного дна снарядів Ленапе, розташованого на її південній частині, і це, можливо, також позначало висадку ленапських каное.
Колоніальна історія Перл-стріт сягає початку 1600-х років. Спочатку коров’яча стежка була прокладена в 1633 році. Вона пролягала вздовж пляжної зони, відомої як Стренд. Вулицю можна побачити на плані Кастелло вздовж східного берега Нового Амстердама разом із доком Шрайерс Хук, побудованим на Широкому каналі як першій пристані міста в 1648 році. Її назвали на честь устриць, знайдених у річці. У період британського панування Перл-стріт була відома як Велика Королева. «Велику» часто використовували, щоб відрізнити її від вулиці Літтл Квін, яка в 1784 році стала Сідар-стріт.